# Susperia
Susperia is een Noorse black/thrashmetalband opgericht door Tjodalv (Kenneth Åkesson) en Cyrus. De band werd geformeerd in 1998.
De band heette oorspronkelijk Seven Sins, maar omdat er een andere band dezelfde naam had besloten de bandleden de naam te veranderen. Ze wilden hun band noemen naar de Italiaanse horrorfilm Suspiria, maar veranderden de spelling naar Susperia vanwege auteursrechten.

## Huidige leden
- Dagon (Bernt Fjellstad) - vocals
- Cyrus (Terje Andersen) - gitaar
- Elvorn (Christian Hagen) - gitaar
- Memnock (Håkon Didriksen) - bas
- Tjodalv (Ian Kenneth Åkesson) - drums

## Studioalbums
- Predominance (Nuclear Blast, 2000)
- Vindication (Nuclear Blast, 2002)
- Unlimited (Tabu, 2004)
- Cut From Stone (Tabu, 2007)
- Attitude (Candlelight Records, 2009)

## Ep's
- Devil May Care (ep, Tabu, 2005)

## Demo's
- Illusions of Evil (demo, 2000)